# Hohenwart
Hohenwart település Németországban, azon belül Bajorországban. Lakosainak száma 5000 fő (2023. december 31.).

## Népesség
A település népessége az elmúlt években az alábbi módon változott:
| Lakosok száma | 1019 | 1407 | 2086 | 3407 | 4465 | 4538 | 4578 | 4613 | 4858 | 5000 |
|               | 1875 | 1950 | 1975 | 1987 | 2012 | 2014 | 2016 | 2017 | 2021 | 2023 |